# 大布羅姆巴赫湖
大布羅姆巴赫湖（德語：Großer Brombachsee），是德國的水庫，位於該國東南部，由巴伐利亞負責管轄，處於中弗蘭肯行政區，長5.1公里、寬2公里，面積9平方公里，最大水深33米，水體容量56,400萬立方米。